# Batracomorphus allionii
Batracomorphus allionii är en insektsart som beskrevs av Turton 1802. Batracomorphus allionii ingår i släktet Batracomorphus och familjen dvärgstritar. Arten har ej påträffats i Sverige. Inga underarter finns listade i Catalogue of Life.